# Panneau A1d d'annonce de succession de virages en France
En France, le panneau de signalisation A1d annonce une succession de virages dont le premier est à gauche.

## Usage

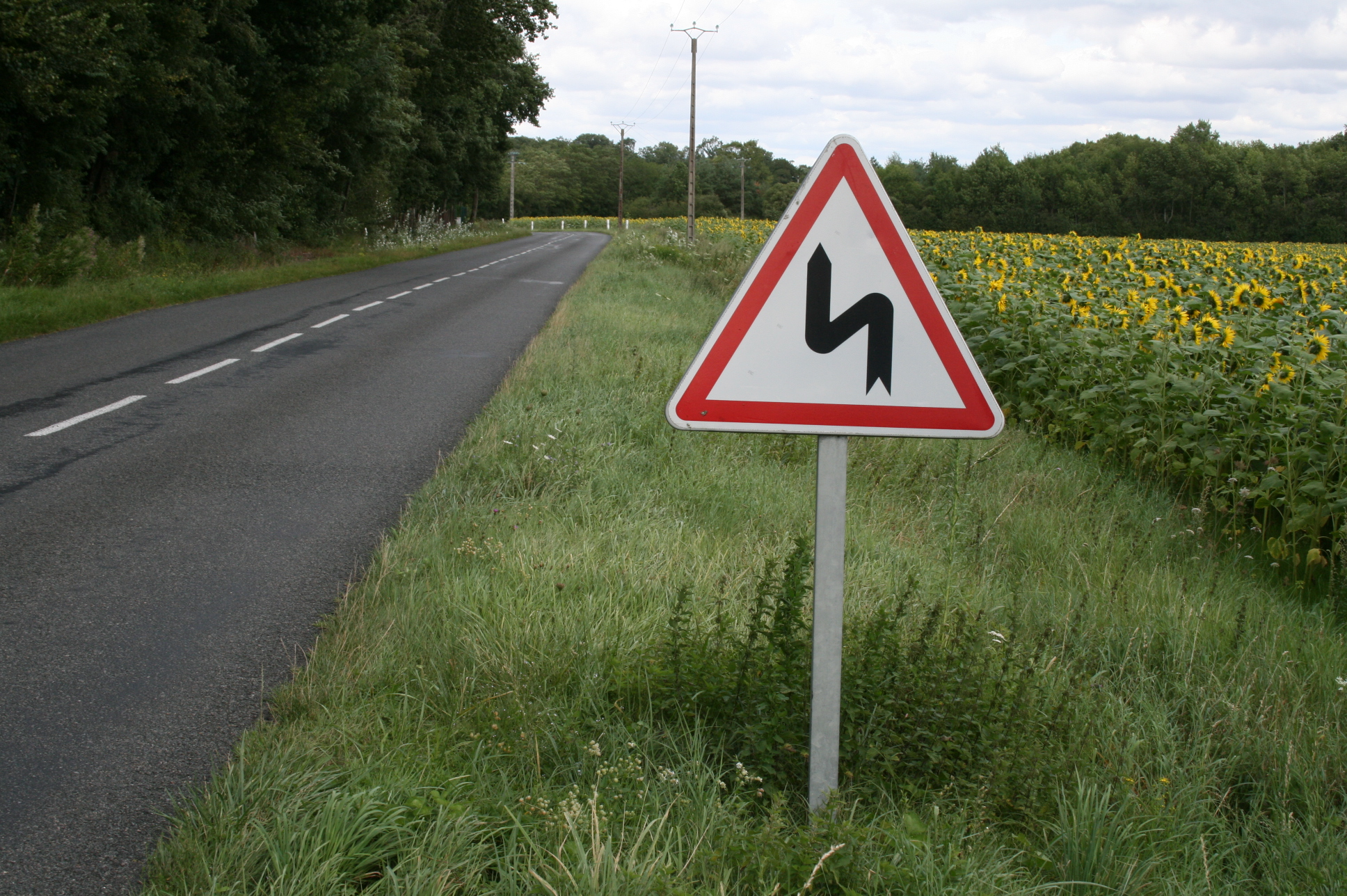
Panneau A1d implanté en rase campagne.

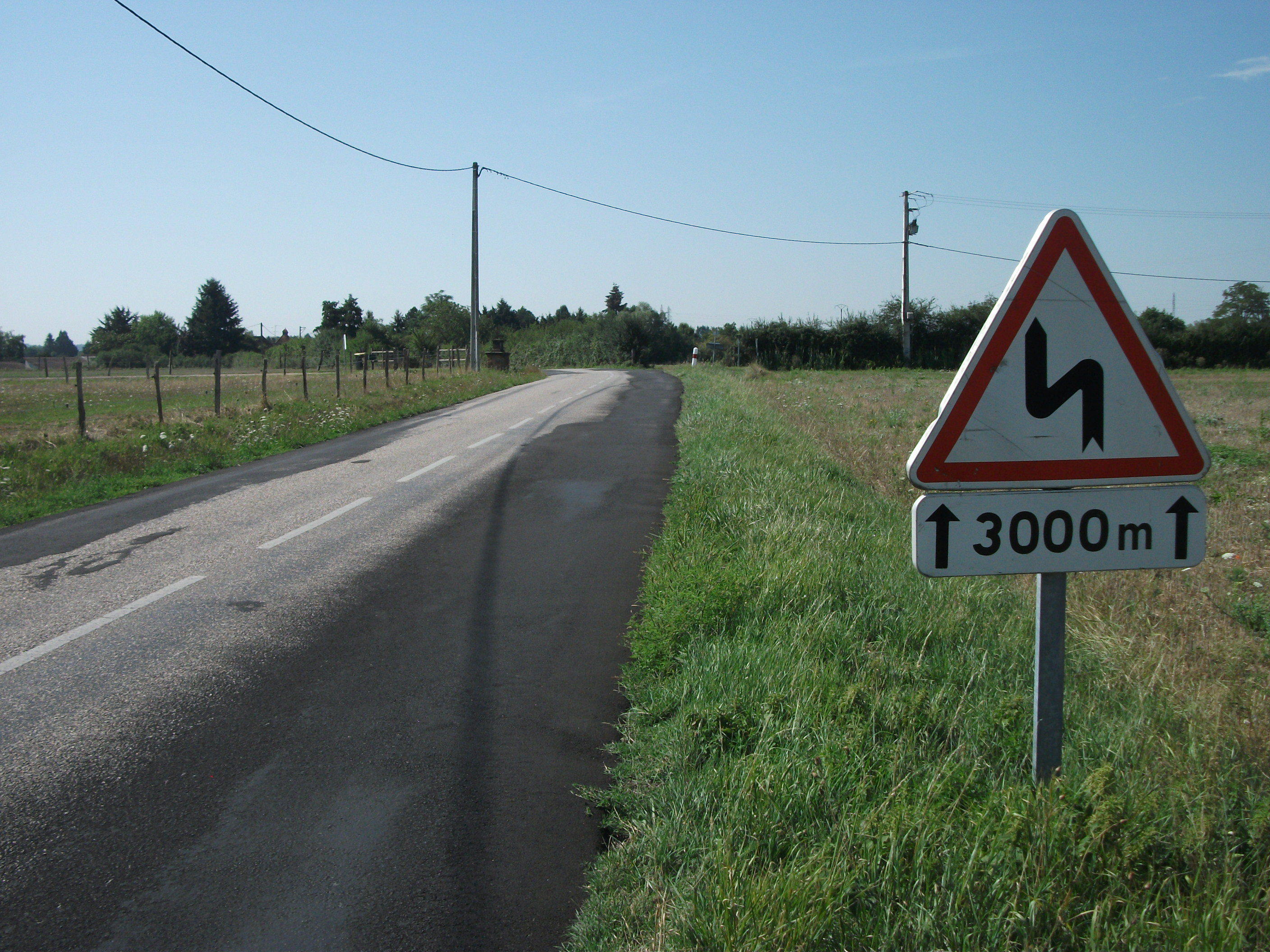
Utilisation du panneau A1d avec un panonceau d'étendue M2.

Une succession de virages est une situation générant des à-coups horizontaux. Les changements de direction rapprochés nécessitent au conducteur, aux suspensions et aux pneumatiques de s'adapter. Cette situation est susceptible de créer des accidents, il faut donc la signaler afin que le conducteur adapte sa vitesse et sa position sur la chaussée.
La décision de signaler un virage et le choix entre les divers types de signaux sont fonction des lieux et doivent être cohérents avec un traitement complet et homogène de l'itinéraire concerné.
La signalisation peut notamment être implantée lorsque :
- le virage n'est pas visible ou lisible ;
- la courbe présente un faible rayon par rapport aux autres virages de l'itinéraire ou une variation de rayon importante, ou un défaut de dévers ;
- la courbe se situe sur un itinéraire où les sinuosités sont rares.

Sur les routes bidirectionnelles situées hors agglomération, l'importance de la signalisation implantée est fonction du risque couru par l'usager de la route dans le virage. Il existe quatre séquences de signalisation, en fonction de l'importance croissante de ce risque :
- pas de signalisation ou éventuellement signalisation avancée par panneau de type A1 ;
- signalisation par balises J1 et éventuellement par panneau de type A1 ;
- signalisation par panneau de type A1 et balises J1 et balise(s) J4 multichevrons ;
- signalisation par panneau de type A1 et balises J4 monochevron.

En agglomération, ou sur autoroute, ou sur route à chaussées séparées sans accès riverain, le panneau A1 peut être implanté seul ou accompagné de balises J1 et J4 pour signaler un virage à faible rayon.
Normalement le panneau A1d annonce une série de deux ou trois courbes. Pour une série plus longue de courbes, le panneau A1d est  accompagné d'un panonceau d'étendue. Cet ensemble, panneau+panonceau, peut être répété à l'intérieur de la section sinueuse, notamment après chaque intersection importante. Le panonceau « RAPPEL » ne doit jamais être utilisé.
Dans le cas du panneau A1d, la gamme miniature n’est en général pas utilisée.

## Histoire

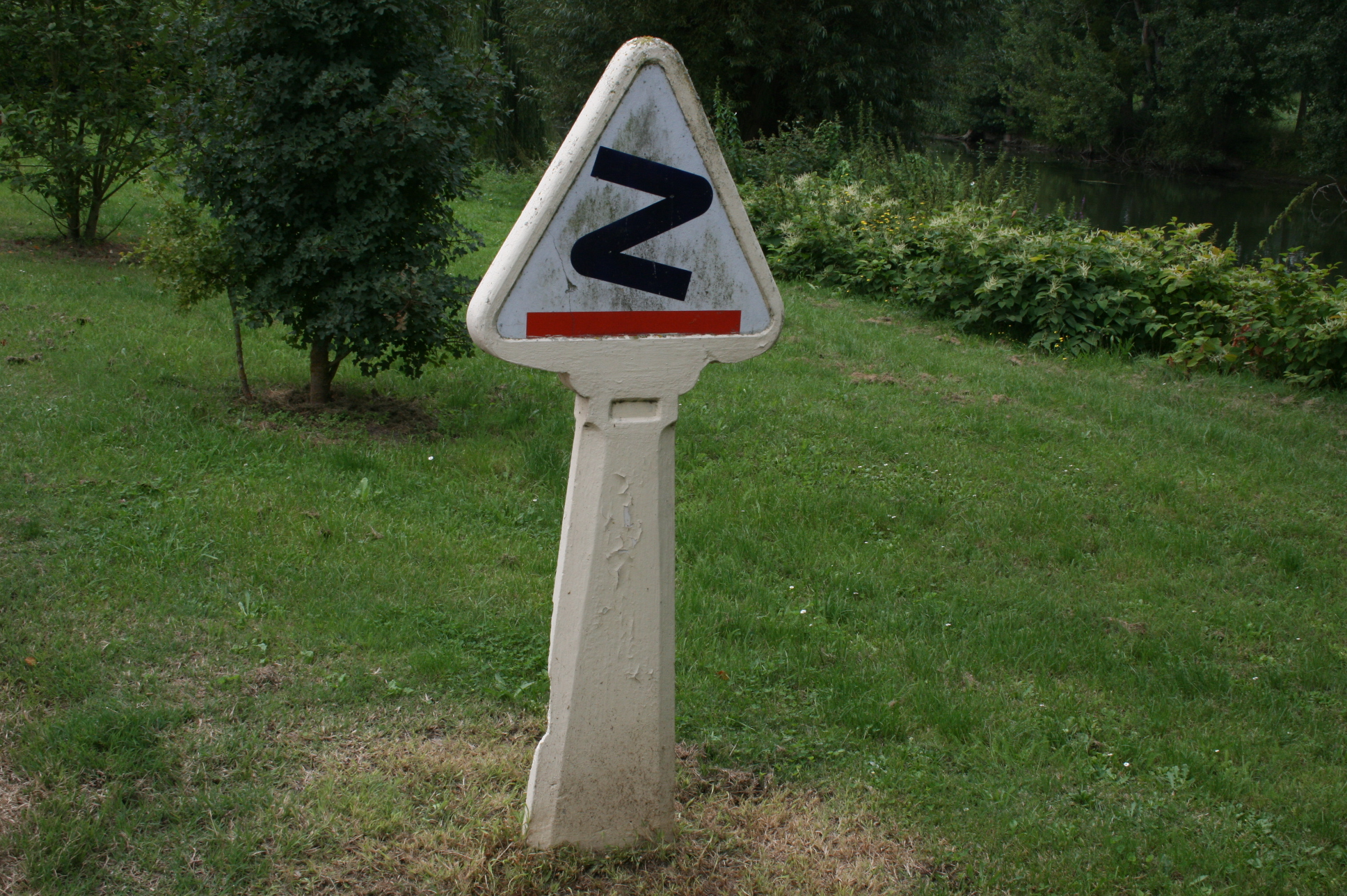
Borne Michelin. Avant 1949, les sens des virages n'étaient pas différenciés.

Sur le plan international le panneau d’annonce de virage dangereux à gauche est normé dans le protocole de Genève signé en 1949. Il a déjà sa forme définitive qui sera reprise en 1968. Il est codifié 1.6.
Côté français, le panneau correspondant n’est officialisé qu’avec la circulaire du 19 janvier 1952.
Il est alors codifié A2d (au lieu de A1d) présente le même pictogramme qu’actuellement, mais sur un fond crème et avec un listel rouge très étroit. Il sera codifié A1d dans l’instruction générale sur la signalisation routière de 1955.
La forme définitive du panneau est arrêtée sur le plan international par la convention sur la signalisation routière conclue à Vienne le 8 novembre 1968, que la France a ratifiée le 9 décembre 1971, sous le code A1c.
La France transpose les dispositions de la convention de Vienne dans sa réglementation avec l’arrêté du 6 juin 1977 qui adopte le fond blanc, le large listel rouge mais conserve sa codification A1d.

### Galerie de l’évolution des normes

1.3 - Protocole international de Genève - 1949
A2d - Circulaire du 19 janvier 1952 (France) – Modèle périmé
A1a - Convention internationale de Vienne - 1968
A1d - Arrêté des 6 et 7 juin 1977 (France) - Modèle en vigueur.

#### Arrêté du 24 novembre 1967 et Instruction Interministérielle sur la Signalisation Routière (versions actualisées)
- Arrêté du 24 novembre 1967 relatif à la signalisation des routes et autoroutes : Arrêté, juin 2022, 69 p. (lire en ligne) - Annexe - liste des signaux routiers, juin 2022, 81 p. (lire en ligne)
- 1re partie : Généralités, juin 2022, 62 p. (lire en ligne)
- 2e partie : Signalisation de danger, juin 2022, 26 p. (lire en ligne)

#### Histoire de la signalisation
- Marina Duhamel-Herz, Un demi-siècle de signalisation routière : naissance et évolution du panneau de signalisation routière en France, 1894-1946, Paris, Presses de l’École nationale des Ponts et Chaussées, décembre 1994, 151 p. (ISBN 2-85978-220-6)
- Marina Duhamel-Herz et Jacques Nouvier, La signalisation routière en France : de 1946 à nos jours, Paris, AMC Éditions, novembre 1998, 302 p. (ISBN 2-913220-01-0)